# TV Tokyo

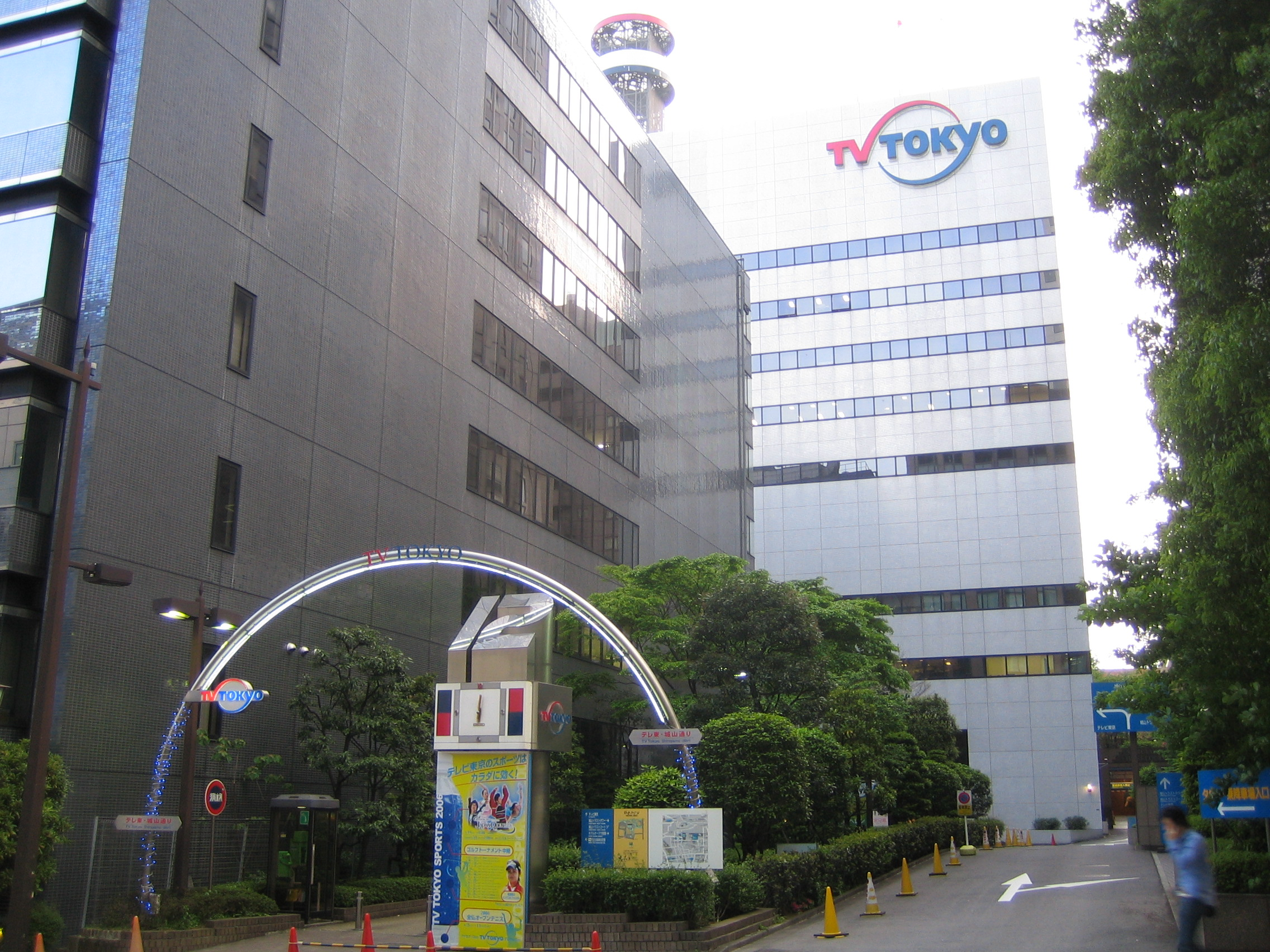
Antiga Sede da TV TOKYO

A TV Tokyo Corporation (ou TX) (株式会社テレビ東京, Kabushiki Gaisha Terebi Tōkyō) é um canal de televisão exibido no Japão. Também conhecida  como "Teleto" (テレ東, Teretō), sua sede é na cidade de Tóquio. Dentre os maiores canais de televisão do Japão, é considerado o menos expressivo, a TV Tokyo também foi responsável pela distribuição da primeira temporada da série americana Game of Thrones no japão (a primeira temporada só chegou à HBO japonesa em dezembro de 2011), porém, a TV Tokyo ainda é mais especialista na exibição de animes.

## História
A TV Tokyo foi criada em 12 de Abril de 1964 pela Japan Science Promotion Foundation.

## Na TV Analógica
Iniciou suas transmissões no mesmo dia em que a TV Tokyo foi criada. Encerrou suas transmissões em 24 de Julho de 2011, por causa do fim da TV Analógica no Japão. Antes disso, ainda nesse dia, por volta das 11:59 (hora de Tóquio e 11:59 da noite no Brasil), é exibida uma "contagem regressiva" para o fim do sinal analógico e, por volta do meio-dia (hora de Tóquio) é posto um aviso do fim das transmissões em sinal analógico. Às 23:58 (hora de Tóquio e 11:59 da manhã no Brasil), a emissora exibiu uma vinheta de despedida, e logo após, a emissora saiu do ar. Esse foi o fim da TV Tokyo na TV Analógica.

## Animes
O canal dá um grande valor para a transmissão de animes para todos os gostos, desde infantil até os mais adultos. Comparado com outros canais abertos, ela é a que mais exibe animes no Japão.
Um dos seus principais hits dos anos 90 foram Pokémon e Neon Genesis Evangelion. Muitos dos seus sucessos conseguiram obter mais de 10% de audiência, o que é uma ótima pontuação para um anime. Com o sucesso de Love Hina, que passava de madrugada, chegou a passar às 10:30 da noite, mas o resultado não foi satisfatório.
Em janeiro de 2020 foi lançado um canal no YouTube chamado animeteleto (possui site do mesmo nome que oferece episódios gratuitos, necessário cadastro), que por tempo limitado teria mais de 1000 episódios de animes lançados pela TV Tokyo, entre eles Fairy Tail. Não foi confirmado se seria disponibilizado para o público fora do Japão.

## Censura
A TV Tokyo é uma das mais rigorosas no quesito de censurar os animes desde o incidente de Pokémon, e eles já são censurados na fase de produção.
Tudo começou pelo episódio 38 de Pokémon, que ao exibir um efeito de luz de uma explosão, fez com que muitas crianças fossem parar no hospital com ataques epiléticos. No Japão, isso é conhecido como "Poké Shock".
Depois de vários processos, foi obrigado a moderar os seus animes, aplicando algumas regras básicas em muitos animes, como por exemplo, o aviso de assistir ao anime em local aberto e claro.
Com influência da crise, TV Tokyo começou a implantar seriamente novas regras nos seus animes, como não exibir cenas de violência infantil, sexo, nudez e roupa de baixo. A regra é aplicada também nos animes adultos.
Isso acabou restringindo o conteúdo de muitos animes hardcore, e muitas produtoras acabaram fugindo da TV Tokyo para evitar esta censura. Esse regime acabou incentivando a moda de anime UHF, pois muitos canais regionais não pegam pesado em programação de horário adulto. Mas nem todos saíram ganhando com isso, muitos fãs, principalmente os que moram no interior, não conseguem assistir aos canais regionais (nem todos), e muitos são obrigados a pagar por canal pago para assistir animes de qualidade sem censura.